# Hugh Shearer
Hugh Lawson Shearer (Trelawny, 18 de maio de 1923 – Kingston, 15 de julho de 2004) foi um político jamaicano, tendo sido primeiro-ministro do país entre 1967 e 1972.